# Liste der Mitglieder der Deutschen Akademie der Naturforscher Leopoldina/1849
Die Liste der Mitglieder der Deutschen Akademie der Naturforscher Leopoldina für 1849 enthält alle Personen, die im Jahr 1849 zum Mitglied ernannt wurden. Insgesamt gab es zwölf neu gewählte Mitglieder.

## Mitglieder
| Nr.  | Name                      | Beiname          | Geboren       | Aufnahme | Gestorben     | Sektion     | Bild                  | Datenbank                        |
| ---- | ------------------------- | ---------------- | ------------- | -------- | ------------- | ----------- | --------------------- | -------------------------------- |
| 1593 | Wenceslas Bojer           | Dupetit Thouars  | 23. Sep. 1795 | 15. Okt. | 4. Juni 1856  | Botanik     | Wenceslas Bojer       | Wenzel Bojer                     |
| 1594 | Alfred Brehm              | Brehm            | 2. Feb. 1829  | 15. Okt. | 11. Nov. 1884 | Zoologie    | Alfred Brehm          | Alfred Edmund Brehm              |
| 1595 | Ferdinand Julius Cohn     | Meyen II.        | 24. Jan. 1828 | 15. Okt. | 25. Juni 1898 | Botanik     | Ferdinand Julius Cohn | Ferdinand Cohn                   |
| 1596 | Emil Huschke              | Varolius         | 14. Dez. 1797 | 15. Okt. | 19. Juni 1858 | Physiologie | Emil Huschke          | Emil Huschke                     |
| 1597 | Friedrich Kolenati        | Mussin-Puschkin  | 12. Sep. 1812 | 15. Okt. | 17. Juli 1864 | Zoologie    | Friedrich Kolenati    | Friedrich Anton Rudolph Kolenati |
| 1598 | Eugen August Meinel       | Hoffmann II.     | 21. März 1819 | 15. Okt. | 9. Mai 1852   | Medizin     |                       | Eugen August Meinel              |
| 1599 | Johann Wilhelm von Müller | Leo Africanus I. | 4. März 1824  | 15. Okt. | 24. Okt. 1866 | Anatomie    |                       | Johann Wilhelm von Müller        |
| 1600 | Theodor Poleck            | J. W. Baumer II. | 10. Nov. 1821 | 15. Okt. | 1. Juni 1906  | Chemie      | Theodor Poleck        | Theodor Poleck                   |
| 1601 | Alfred Smee               | Ritter           | 18. Juni 1818 | 15. Okt. | 11. Jan. 1877 | Chirurgie   | Alfred Smee           | Alfred Smee                      |
| 1602 | Victore Comte di Trevisan | Pluche I.        |               | 15. Okt. |               |             |                       | Victore Comte di Trevisan        |
| 1603 | Edward Tuckerman          | Bartram          | 7. Dez. 1817  | 15. Okt. | 15. März 1886 | Botanik     | Edward Tuckerman      | Edward Tuckerman                 |
| 1604 | Francesco Zantedeschi     | Eller            | 18. Aug. 1797 | 15. Okt. | 29. März 1873 | Physik      | Francesco Zantedeschi | Francesco Zantedeschi            |

## Hinweis zu den Lebensdaten
In der Liste sind zunächst die Lebensdaten gemäß Archiv der Leopoldina aufgenommen. Diese beziehen sich auf die Angaben gem. Neigebaur (1860) und Ule (1889). Die Lebensdaten im Namensartikel können daher von den Lebensdaten in der Liste abweichen.